# Laysan
Laysan (traditioneller Name: Kauō) ist eine kleine, unbewohnte Insel im Pazifischen Ozean, die geographisch zur Inselkette der Nordwestlichen Hawaii-Inseln und politisch zum US-Bundesstaat Hawaii (Hawaiʻi) gehört.

## Geographie

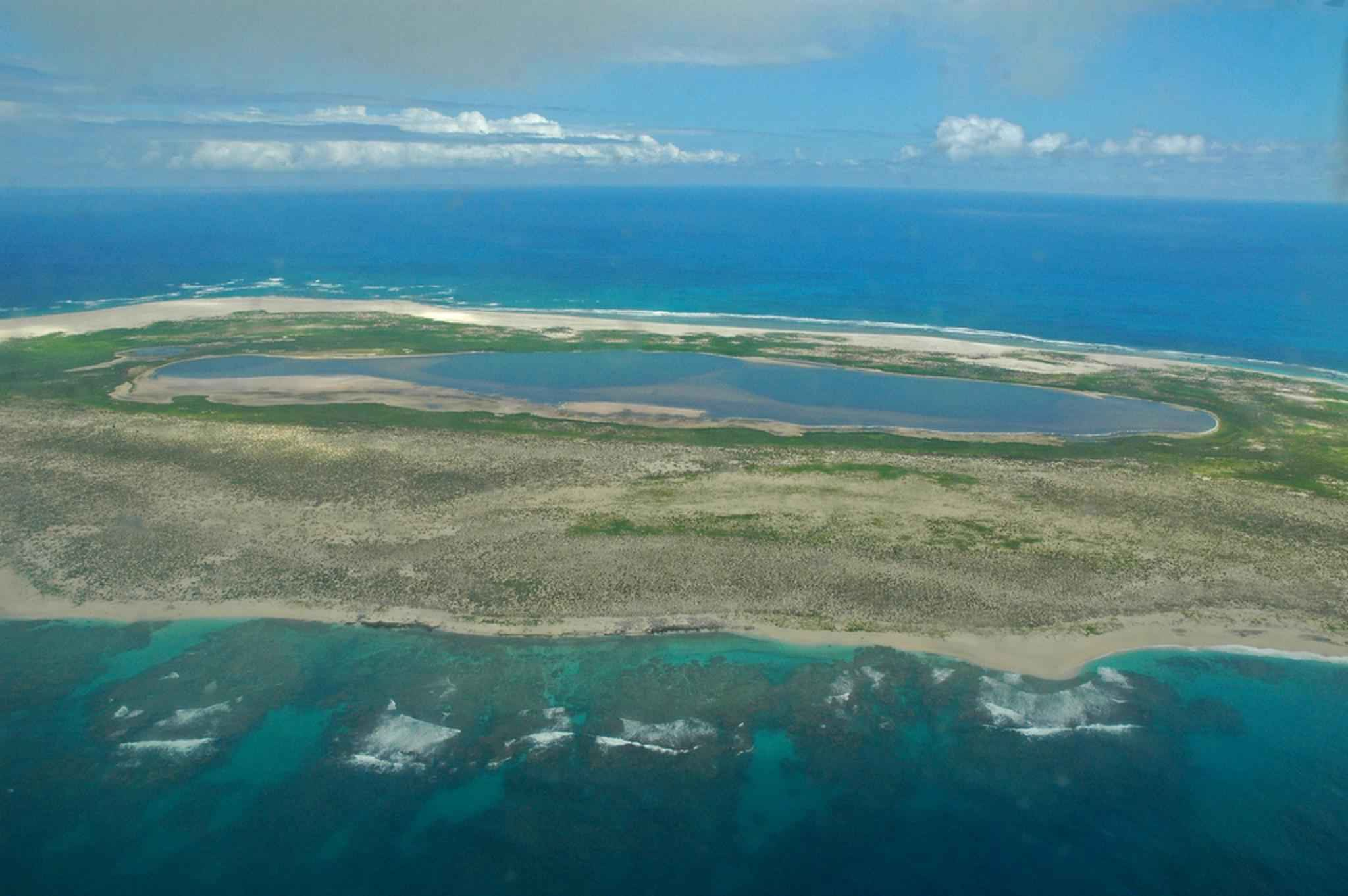
Schrägluftbild von Laysan mit Lagune

Die Insel Laysan gehört geografisch zu den nordwestlichen Hawaii-Inseln und liegt etwa in der Mitte der langgezogenen Gruppe. Die nächste Insel ist das 215 km nordwestlich gelegene, ebenfalls unbewohnte Lisianski. Die nächste bewohnte Insel ist Kauaʻi rund 1300 km im Südosten.
Die ungefähr ellipsenförmige, nord-süd-orientierte Insel ist rund 2,7 km lang und 1,7 km breit mit einer Landfläche von 3,7 km².:19 Laysan ist ein gehobenes Atoll dessen Basis aus 20,2 Millionen Jahre altem, vulkanischem Gestein besteht.:18 Die Insel gehört somit zu den ältesten des Hawaii-Archipels. Die dem untermeerischen Sockel aufsitzende, über den Ozeanspiegel hinausragende Landmasse besteht aus Korallensand und -trümmern und ist nicht mehr als 12 m hoch. Das Profil zeigt, dass die Strandzone vom Uferrand steil ansteigt, bis auf eine Höhe von vier bis fünf Metern, dann in eine flache Ebene mit einer Höhe von neun bis zwölf Metern übergeht, um sich dann zur zentralen Lagune ungefähr auf Meereshöhe abzusenken. Laysan ist von einem Saumriff mit einer Fläche von rund 4,1 km² umgeben, das nur einen Durchbruch im Nordwesten für die Durchfahrt mit kleinen Booten aufweist.
Große Teile des Inselinnern bedeckt eine Lagune, die, verursacht von der tektonischen Hebung im frühen Holozän, heute keine Verbindung mehr zum Meer hat.:19 Der Wasserspiegel der relativ flachen Lagune – und damit die Seetiefe – schwankt jedoch je nach Regenmenge und Verdunstungsrate. Infolgedessen verändert sich auch die Fläche, die der See einnimmt zwischen 0,4 und 0,8 Quadratkilometern.:18 Es gibt keinen Hinweis, dass die Lagune jemals völlig ausgetrocknet war, doch Stürme tragen Sand von der Küste ein, sodass sie mit der Zeit verlanden wird.:19 Der Salzgehalt des Wassers ist wesentlich höher als der des umgebenden Ozeans. Bei hoher Verdunstungsrate kann er bis auf 14 % ansteigen, nach mehreren heftigen Regenfällen auf 6 % absinken.:19
Das Klima Laysans ist subtropisch, ähnlich dem der Hauptinseln des Hawaii-Archipels mit geringeren Niederschlägen in den Sommermonaten und häufigeren, gelegentlich unwetterartigen Regenfällen im Winter. Der trockenste Monat ist der Juni.:78 Auch Laysan wurde, wie die übrigen Hawaii-Inseln, gelegentlich von Starkwinden heimgesucht, so zum Beispiel vom Hurrikan „Neki“ am 24. Oktober 2009. Eine Gruppe von Wissenschaftlern, die sich damals auf der Insel aufhielt, musste vorsorglich evakuiert werden.

## Flora
Die heutige Flora der Insel unterscheidet sich grundlegend von der ursprünglichen, die einst erstaunlich vielfältig war und die variantenreichste aller nordwestlichen Hawaii-Inseln. Umfassende Eingriffe in die Natur während der mehrjährigen Periode des Guano-Abbaus sowie verheerende Fraßschäden, verursacht von später eingeführten Kaninchen, haben die altheimischen Pflanzen auf der kleinen Insel fast völlig vernichtet. In der Folge haben Sandstürme die letzten Reste weggefegt und damit die Nahrungsgrundlage der Landvögel zerstört. Die Mitglieder der Tanager-Expedition von 1923 beschrieben Laysan als so gut wie verödet („virtual desert island“). Fotos aus dieser Zeit dokumentieren die wüstenhafte Beschaffenheit der Landschaft, nahezu bar jeder Vegetation.
Der deutsche Zoologe und Gründungsdirektor des Bremer Überseemuseums, Hugo Schauinsland, kam am 23. Juni 1896 – in der Frühzeit des Guano-Abbaus – mit der deutschen Dreimast-Bark H. Hackfeld, dem Versorgungsschiff der Guano-Gesellschaft, auf Laysan an und blieb für drei Monate. Die ursprüngliche Fauna und Flora war stellenweise noch erhalten. Schauinsland schreibt, das Landschaftsbild zeige „nur geringes Erheben der Pflanzen über dem Erdboden und hier wie dort das Fehlen von Bäumen sowie das Ueberwiegen der Gräser“.:37 Zu den häufigsten Pflanzen gehörte das Gras Eragrostis grandis, das auf den meisten Inseln des Hawaii-Archipels vorkommt, sowie Chenopodium oahuense (syn. Chenopodium sandwicheum), dessen stark verzweigte Sträucher ein dichtes, nahezu undurchdringliches Gestrüpp bildeten. Weiterhin kamen vor: der Strauch Capparis sandwichiana mit prächtigen weißen Blüten und der Portulak (Portulaca oleracea). Schauinsland sammelte zudem Herbarbelege von Sesuvium portulacastrum, Tribulus cistoides, der Ziegenfuß-Prunkwinde (Ipomoea pes-caprae) und Sicyos maximowiczii. Farne, Moose und Flechten fehlten völlig.

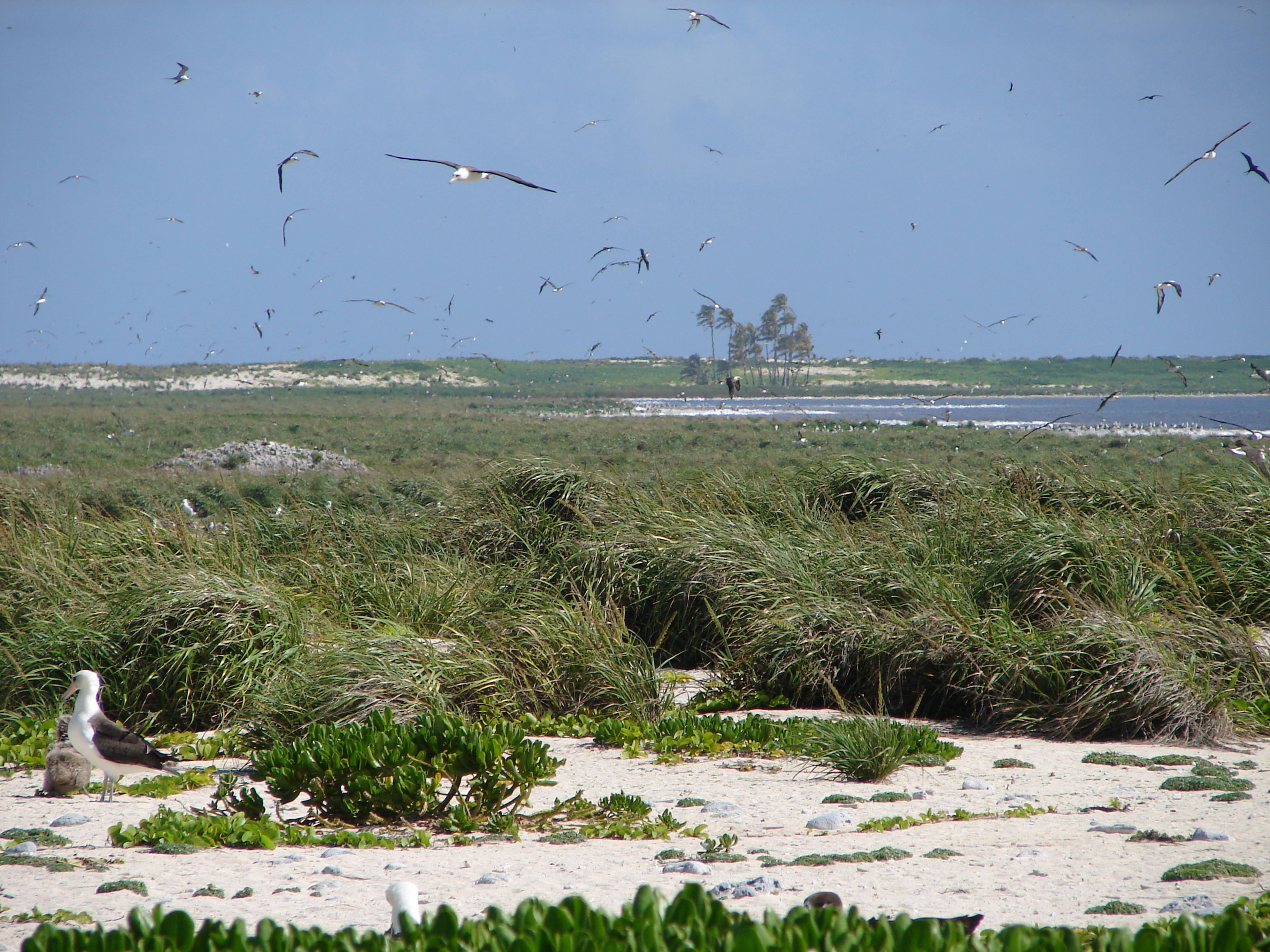
Das Inselinnere mit Scaevola Taccata im Vordergrund und dem Gras Eragrostis im Hintergrund

Neuere Untersuchungen von Sedimentproben aus der Lagune ließen noch andere altheimische, auf der Insel ausgestorbene Pflanzen vermuten, darunter zwei weitere Gräser (die Süßgräser Lepturus repens und Sporobolus virginicus), der Nachtschatten Solanum nelsonii, Achyranthes atollensis sowie der Endemit Lipochaeta integrifolia (syn. Wollastonia integrifolia). Nachgewiesen wurde auch eine Palme, eine endemische Art der Gattung Pritchardia.:25 Deren letzte drei noch lebende, aber stark geschädigte Exemplare wurden 1891 fotografiert. Hugo Schauinsland hat fünf Jahre später nur noch Stümpfe davon vorgefunden. Die Fotos lieferten jedoch keine ausreichenden Merkmale, um die Art genauer zu bestimmen.:3 Auch der Sandelholzbaum war in der Variation Santalum cuneatum var. laysanicum einst im Norden von Laysan heimisch. Schauinsland hat 1886 noch letzte Exemplare in der Uferzone im Nordwesten der Insel gesehen. Die in der Lagune entnommenen Sedimentproben enthielten außerdem – für die Botaniker völlig überraschend – Pollen von Kokospalmen, die schon vor über 5000 Jahren auf Laysan verbreitet waren. Bis dahin war man der Meinung gewesen, dass erst die polynesischen Siedler Kokospalmen auf den Hawaii-Inseln eingeführt hätten.
Nach dem Ende des Guano-Abbaus und der Ausrottung der Kaninchen hat sich die Vegetation erholt, wie der Botaniker Charles H. Lamoureux von der University of Hawaiʻi at Mānoa feststellte, der Laysan 1961 aufsuchte. Er fand wieder 24 Pflanzenarten vor, davon 16 autochthone.:2
Die heutige Vegetation kann man im Wesentlichen in fünf Zonen einteilen::569
1. Die Strandbereiche oberhalb der Flutgrenze werden von Nama sandwicense (einheimischer Name: Hinahina kahakai) und der Ziegenfuß-Prunkwinde (Ipomoea pes-caprae) eingenommen.
2. Weiter landeinwärts schließen sich Dickichte von niedrig wachsenden Scaevola taccata-Sträuchern an, die am Nordstrand einen fast lückenlosen Bestand bilden.
3. Das Inselinnere wird dominiert von dem in Tussocks wachsenden Gras Eragrostis variabilis (einheimischer Name: Kawelu), das in großen Bereichen der Insel die einzige Pflanzenart ist. Das Gras war einst auf Laysan omnipräsent, ist dann aber nahezu ausgestorben. 1923 hat man Rhizome und Samen von anderen Hawaii-Inseln ausgebracht, die sich auf Laysan rasch vermehrten und nun wieder einen Großteil der Fläche einnehmen.
4. Auf der zur Lagune hin sanft abfallenden Ebene findet sich an Stellen, die von Eragrostis nicht besetzt werden, die Ziegenfuß-Prunkwinde (Ipomoea pes-caprae), Boerhavia repens, Tribulus cistoides und das Riedgras Fimbristylis cymosa.
5. Die Lagune wird umsäumt von einer Pflanzengemeinschaft aus Sesuvium portulacastrum mit Heliotropium curassavicum, dem Gras Cyperus laevigatus und Ipomoea pes-caprae.

Zur Wiederbelebung der Vegetationsdecke hat man nach dem Exterminieren der Kaninchen in der ersten Hälfte des 20. Jahrhunderts Pflanzen von anderen hawaiischen Inseln eingeführt, darunter auch nichtheimische. Kasuarinen (Casuarina) und Pluchea indica konnten sich zwar vereinzelt behaupten, bildeten aber keine Gefahr für die heimische Pflanzengemeinschaft und wurden mittlerweile beseitigt.:570 Das Gras Cenchrus echinatus, das absichtlich eingeführt oder unabsichtlich von Vögeln übertragen wurde, hatte sich seuchenartig ausgebreitet und altheimische Sorten fast verdrängt. Intensive und andauernde Bekämpfungsmaßnahmen seit den 1990er Jahren waren vorläufig erfolgreich.:121

## Fauna

### Seevögel
Auf Laysan hält sich eine große Zahl von Seevögeln auf, viele Arten können dort ungestört von Menschen und Prädatoren brüten, manche sind aber nur irreguläre Besucher. Laysan beherbergt den größten Bestand an Meeresvögeln von allen Hawaii-Inseln. Darunter sind:
- der Laysanalbatros (Phoebastria immutabilis) – 1996 wurden 14 000 Exemplare gezählt[9]:100 – und der Schwarzfußalbatros (Phoebastria nigripes)

- der Boninsturmvogel (Pterodroma hypoleuca)

- der Keilschwanz-Sturmtaucher (Ardenna pacifica)

- die Rußseeschwalbe (Onychoprion fuscatus)

- der Braunnoddi (Anous stolidus) und der Weißkappennoddi (Anous minutus)

- die Feenseeschwalbe (Gygis alba) sowie weitere Arten.[3]:88–89

### Landvögel
In der Lagune kommen die endemische Laysanente (Anas laysanensis) und der auf vielen pazifischen Inseln häufige Borstenbrachvogel (Numenius tahitiensis) vor. Die Laysan-Ralle (Porzana palmeri, syn. Zapornia palmeri) wurde 1911 noch nachgewiesen, ist aber inzwischen ausgestorben. Zwei weitere Vogelarten sind ebenfalls ausgestorben: der Laysan-Rohrsänger (Acrocephalus familiaris familiaris) und die Laysan-Apapane (Himatione sanguinea freethii).:88–89 Der endemische Laysangimpel (Telespiza cantans) ist weiterhin auf der Insel heimisch. Dessen Bestand ist nicht bedroht, da das Nahrungsspektrum breit gestreut ist und die Vögel auf mehrere Brutgebiete in verschiedenen Teilen der Insel zurückgreifen können.:17

### Übrige Fauna
Seit die Robbenjagd untersagt ist, sind Mönchsrobben auf Laysan wieder häufig, darunter auch die seltene Hawaii-Mönchsrobbe (Monachus schauinslandi). Die Robben sind Beutetiere der um die Insel patrouillierenden Tigerhaie (Galeocerdo cuvier).:70 Grüne Meeresschildkröten (Chelonia mydas) suchen die Strände zur Eiablage auf.
Zwei Reptilien leben auf Laysan: der Skink Ablepharus boutoni und der Gecko Hemidactylus garnotii. Wie auf vielen pazifischen Inseln, sind Einsiedlerkrebse auf Laysan häufig.
In der Lagune kommen Salzwasserkrebse (Artemia) und Salzwasserfliegen Neoscatella sexnotatain großer Anzahl vor.

## Geschichte

### Polynesier
Da sich im pazifischen Raum – mit Ausnahme der Osterinsel – keine eigene Schrift entwickelt hat, gibt es keine frühen Schriftzeugnisse, die belegen könnten, dass die Insel in voreuropäischer Zeit besiedelt wurde. Wahrscheinlich war Laysan niemals dauerhaft bewohnt, denn bisher wurden keine Relikte gefunden, die auf die Anwesenheit ozeanischer Völker hingedeutet hätten. Dennoch war Laysan den Polynesiern zweifellos bekannt, auf benachbarten Inseln, zum Beispiel Necker Island, hat man Überreste von Wohnbauten und Zeremonialstätten gefunden. Die Ressourcen für eine kleine Ansiedlung wären auch auf Laysan vorhanden gewesen. Trinkwasser war aus aufgefangenem Regenwasser in ausreichender Menge verfügbar. Ältere Beschreibungen berichten von einer Frischwasserlinse (Ghyben-Herzberg-Linse), die bei Grabungen bereits in geringer Tiefe Süßwasser lieferte.:9 In der ruhigen See zwischen dem Barriereriff und der Küste gab es zahlreiche Fische, Meeresschildkröten suchten regelmäßig die Insel auf. Eine weitere, üppige Nahrungsquelle wären die zahlreichen Seevögel und deren Eier gewesen.

### Entdeckung
Auf der Karte des Pazifischen Ozeans des britischen Kartografen Aaron Arrowsmith von 1798 ist Laysan noch nicht abgebildet. Auch die Tabelle der Sandwichinseln im Navigationshandbuch von Nathaniel Bowditch aus dem Jahr 1802 verzeichnet die Insel noch nicht. In einigen Veröffentlichungen, vorwiegend im Internet, wird behauptet, nach den Polynesiern hätten amerikanische Walfänger Laysan als Erste entdeckt. Es werden gleich mehrere Kapitäne als Entdecker bezeichnet, die dokumentarischen Beweise sind jedoch nicht eindeutig.
Kapitän N. C. Brooks von der Bark Gambia aus Hawaii, wird als Erstentdecker genannt. Tatsächlich hat Brooks mehrere Walfangexpeditionen rund um den Hawaii-Archipel unternommen, Besuche auf Laysan, dem benachbarten Necker Island und den French Frigate Shoals sind für das Jahr 1859 dokumentiert. Es gibt jedoch keinen Beweis dafür, dass Brooks zu einem früheren Zeitpunkt als 1859 auf Laysan war.
Auch Kapitän Joseph Allen von der Bark Maro aus Nantucket soll Laysan entdeckt haben. Das Schiff befand sich vom 26. Oktober 1819 bis 10. Mai 1822 auf der Jagd nach Pottwalen im Pazifischen Ozean. Auf der Fahrt zu den Fanggebieten in nordwestlichen Pazifik hatte Kapitän Allen am 1. November 1820 einen Zwischenaufenthalt auf der Insel Oahu eingelegt und entdeckte anschließend die auf den Karten noch nicht verzeichneten Gardner Pinnacles. Laysan liegt rund 400 km nordwestlich davon. Es ist möglich, aber nicht dokumentiert, dass die Maro auf der Fahrt in die japanischen Gewässer die Insel Laysan in Sichtweite passiert hat.
Ein weiterer Kapitän, der als Entdecker von Laysan benannt wird, ist John Briggs, Master des Walfangschiffes Wilmington & Liverpool Packet aus New Bedford. Jeremiah N. Reynolds (1799–1858), Journalist, Schriftsteller und Abenteurer, schreibt in seinem Bericht über Inseln, Riffe und Untiefen im Pazifischen Ozean an den Kongress der Vereinigten Staaten:

„Captain Briggs discovered an island west and north of Sandwich Islands, in 25° 47' north, longitude 172° west. The island is low, with not more than 60 feet in any part from the water, 3 miles long, and 2 across it.“

„Kapitän Briggs entdeckte eine Insel westlich und nördlich der Sandwichinseln, bei 25° 47' nördlicher Breite und 172° westlicher Länge. Die Insel ist niedrig, an keiner Stelle mehr als 18 m über Meereshöhe, 5,5 km lang und 3,7 km breit.“

Die angegebene Länge und die geographische Breite stimmen zwar ungefähr mit der tatsächlichen Position Laysans überein, die allgemein gehaltene Beschreibung passt jedoch auf mehrere pazifische Inseln, zum Beispiel auch auf das 200 km nordwestlich gelegene, etwas kleinere Lisianski. Reynolds nennt das Jahr der Entdeckung, den Vornamen des Kapitäns und den Namen des Schiffes expressis verbis nicht, er könnte jedoch Kapitän John Briggs von der Wilmington and Liverpool Packet gemeint haben. Das Schiff hielt sich, wie aus Zeitungsartikeln hervorgeht, in den Jahren 1821 und 1824 zum Walfang im Nordpazifik auf. Es ist jedoch nicht gesichert, dass die Wilmington and Liverpool Packet die Insel Laysan passiert hat.
Edouard A. Stackpole, Marinehistoriker und Kurator des Mystic-Seaport-Museums in Mystic (CT), hält Captain Reuben Joy von der Lyra aus New Bedford für den Entdecker von Laysan und beruft sich auf das Tagebuch von Stephen Reynolds (1782–1857). Reynolds war Seemann, Reeder, Hafenmeister, Journalist und Geschäftsmann in Honolulu. Er führte 1823 bis 1829 ein „Journal“, eine Art Tagebuch, in dem er über das Leben in Honolulu berichtet und akribisch die Schiffsbewegungen im Hafen aufzeichnet. Unter dem Datum vom 29. September 1824 schreibt er:

„[...] Some of Kemist’s rigging put in the house. afternoon went to Palamar. Capt. Joy of Lyra said he had sailed round an Island seven leagues from NW to SE had a reef several miles off, on NW part — judg'd he saw smoke — some of it elevated land.“

„[…] Etwas von Kemists Takelage ins Haus gebracht, ging am Nachmittag nach Palamar [Teil von Honolulu-Stadt]. Kapitän Joy von der Lyra sagte, er sei um eine Insel gesegelt 39 Kilometer von Nordwest nach Südost, hat in mehreren Meilen Abstand ein Riff an der nordwestlichen Seite – schätzte er habe Rauch gesehen – ein Teil davon erhöhtes Land.“

Die knappen und unspezifischen Angaben könnten auf Laysan zutreffen, allerdings auch auf viele andere pazifische Inseln, da keine Position angegeben ist.
Als eigentlicher Entdecker der Insel Laysan gilt der russische Marine-Leutnant Mikhail Nikolaevich Staniukovich (Михаил Николаевич Станюкович; auch Stanyukovich, Stanjukovič, Stanikowitsch) (1786–1869). Kapitänleutnant (später Admiral der Kaiserlich Russischen Marine) Friedrich Benjamin von Lütke leitete die zwölfte russische Weltumseglung vom 14. August 1826 bis 16. September 1829 mit den Korvetten Senjawin und Moller. Die Senjawin und die unter dem Kommando von Leutnant Staniukovich stehende Moller segelten dieselbe Route, waren jedoch nach der Umrundung von Kap Hoorn zeitweise getrennt. Lütke legte mit der Senjawin einen Zwischenstopp auf Hawaii (Big Island) ein, den er in seinen Aufzeichnungen ausführlich schildert, über Laysan (oder Moller) berichtet er nicht. Offensichtlich hat er die Insel nicht gesehen.
Getrennt von Lütke führte Staniukowich umfangreiche hydrografische Messungen im hawaiischen Archipel durch. Die Korvette Moller passierte Necker Island und die Gardner Pinnacles und ankerte am 12. März 1827 vor einer Insel, die auf den Karten nicht verzeichnet war. Der Schiffsarzt und Naturforscher Karl Izembek (auch Carl Izenbeck, Isenbeck) betrat die kleine Insel und berichtete: „ . . . sie ist fast durchgängig bewachsen mit einer starken buschigen Grasart und zum Theil mit kurzem Gesträuche, zwischen welchem einige zwerghafte Exemplare einer Fächerpalme aufgekommen waren.“ Izembeck beobachtete und beschrieb sowohl See- als auch Landvögel und entdeckte die Laysan-Apapane (Himatione fraithii) eine endemische, mittlerweile ausgestorbene Singvogelart aus der Familie der Finken (Fringillidae). Staniukovich selbst betrat die Insel nicht, er taufte sie „Moller“ nach dem Namen seines Schiffes.
1857 segelte Captain John Paty (1807–1868) im Auftrag von König Kamehameha IV. mit dem Schoner Manuokawai in einer fünfzig Tage dauernden Rundreise durch den nordwestlichen Hawaiischen Archipel und nahm dabei Laysan, Necker Island, Lisianski und die Gardner Pinnacles für das Königreich Hawaiʻi in Besitz.

„PUBLIC NOTIFICATION.
Be it known to all whom it may concern – That by orders from his Majesty Kamehameha IV., Captain John Paty, commanding the Hawaiian schooner “Manuokawai,” on the 1st of May, 1857, landed and took possession, with the usual formalities, of the Island of Laysan, situated in Latitude 25° 44ʹ, and Longitude West of Greenwich 171° 44ʹ.
By order of the Privy Council, August 1857“

„ÖFFENTLICHE BEKANNTMACHUNG.
Allen, die es betrifft, sei bekannt gemacht: Auf Befehl Seiner Majestät Kamehameha IV. landete Kapitän John Paty, Kommandant des hawaiianischen Schoners „Manuokawai“, am 1. Mai 1857 auf der Insel Laysan, auf dem Breitengrad 25° 44ʹ gelegen und dem Längengrad 171° 44ʹ westlich von Greenwich, und nahm sie mit den üblichen Formalitäten in Besitz.
Auf Anordnung des Kronrates, August 1857“

Bald geriet die Insel in den Focus der Vereinigten Staaten. Am 14. Januar 1859 besuchte die USS Fenimore Cooper Laysan. Auch die Japaner zeigten Interesse: Der Schoner Ada segelte 1882 von Nagasaki zweimal nach Laysan zum Fang von Grünen Meeresschildkröten, die in Asien heute noch als Delikatesse gelten.:22

### Guano-Abbau

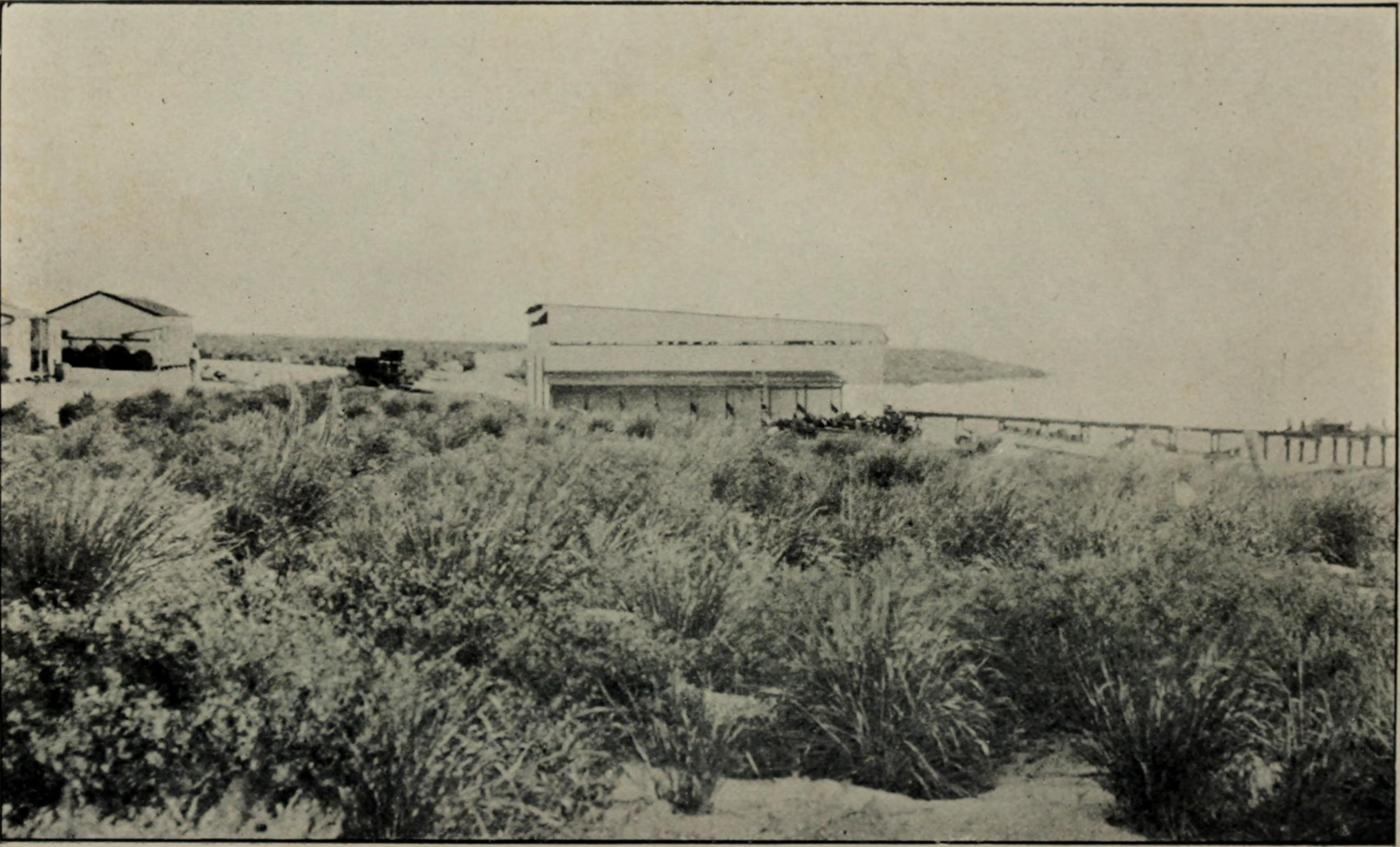
Siedlung der Guano-Arbeiter auf Laysan im Jahr 1891

Kapitän Brooks von der Gambia beurteilte 1859 das Guanovorkommen auf Laysan als sehr gering,  der Abbau erschien ihm nicht lohnenswert. Das sahen spätere Besucher anders. Die Zeitschrift „The Friend“ aus Honolulu berichtet, dass der Dampfer Akamei am 13. April 1890 von einer Erkundungsfahrt nach „Laycan Island“ zurückgekehrt sei. Man sehe gute Aussichten für eine erfolgreiche Guano-Prospektion. Vorsorglich habe man die Insel in Besitz genommen, eine Hütte errichtet und zwei Männer zur Bewachung zurückgelassen.
Captain George Freeth, der 1864 Laysan besichtigt, und George N. Wilcox, der den Guano-Abbau auf Jarvis Island geleitet hatte, überzeugten den deutschstämmigen Hinrich Hackfeld, einen der größten Landbesitzer und Eigner von Zuckerrohrplantagen auf den Hawaii-Inseln, den Guanoabbau auf Laysan zu finanzieren. Im Oktober 1890 gründeten sie die „North Pacific Phosphate and Fertilizer Company“ und pachteten die Insel vom Königreich Hawaii. Die systematische Ausbeutung der Guanovorkommen begann 1892 und dauerte bis 1904.:186 In dieser Zeit baute man an der Nordwestküste eine Pier, einen hölzernen Leuchtturm, mehrere Holzhäuser und Lagerschuppen sowie eine Gleisstrecke für mit Eseln gezogene Loren von den Minen im Norden und Süden zur Verladestelle. Die harte Arbeit des Guano-Abbaus mit Schaufel und Hacke leisteten Kontraktarbeiter aus Hawaii und Japan. Im August 1900 streikten vierzig japanische Arbeiter und verlangten höheren Lohn und mehr Essen. Der Verwalter der Insel, Captain Charles Spencer, lehnte die Forderungen ab und es kam anschließend zu Tumulten, in deren Verlauf Spencer zwei Arbeiter erschoss und drei weitere verletzte.

### Max Schlemmer, der „König von Laysan“
Spencer wurde festgenommen und wegen Mordes angeklagt, jedoch freigesprochen. Die Company ernannte den deutschstämmigen Maximillian Schlemmer zum Verwalter. Als die Ausbeute zurückging, kaufte er 1904 die Rechte an der Insel und plante, auf Laysan eine Kokosplantage anzulegen, gleichzeitig setzte er den Guano-Abbau in geringerem Umfang fort.:38–39 Max Schlemmer zog mit Frau und Kindern nach Laysan. Nach zwölf Tagen auf der Insel starb sein ältester Sohn Adam, dessen Grab sich heute noch dort befindet. Neben ihm ist eine junge japanische Arbeiterin mit ihrem Neugeborenen beerdigt, die im Wochenbett starb.:38–39 Schlemmer, als der „König von Laysan“ (King of Laysan) bekannt, blieb mit seiner Familie von 1900 bis 1904 auf der Insel und inspizierte sie danach regelmäßig bis 1908. Zum Vergnügen seiner zahlreichen Kinder und vielleicht auch, um eine Fleischproduktion zu begründen, importierte er Kaninchen und Meerschweinchen.:106 Das sollte sich als verheerend für die Ökologie Laysans erweisen. Die Tiere, die sich unkontrolliert und rasch vermehrten, fraßen die gesamte Insel kahl. Fotos, die eine Expedition des Bernice P. Bishop Museums im April 1924 fertigte, zeigen eine wüstenartige Landschaft, fast völlig ohne Vegetation.:111, 112

### Federsammler
1908 befand sich Schlemmer in finanziellen Schwierigkeiten, er hatte drei Jahre zuvor ein Schiff verloren und die Guano-Depots waren aufgebraucht. Er schloss daher einen Vertrag mit einer japanischen Firma, der es ihr erlaubte, Phosphat, Guano und Produkte jeglicher Art von den Inseln Laysan und Lisiansky (“phosphate, guano and products of whatever nature from the islands of Laysan and Lisiansky”) abzuschöpfen.:39 Die Japaner waren jedoch kaum an den erschöpften Guano-Vorkommen, sondern an anderen, weitaus lukrativeren Produkten interessiert. Im Fin de Siècle waren Hüte mit üppigem, möglichst exotischem Federschmuck in Mode gekommen. Das hatte zur Folge, dass zu Beginn des 20. Jahrhunderts mehrere pazifische Inseln – neben Laysan zum Beispiel auch Midway und Lisianski – von japanischen Federsammlern für den Modemarkt heimgesucht wurden. Der Begriff „sammeln“ ist beschönigend, denn die Tätigkeit fand unter unvorstellbarer Tierquälerei statt:

„An old cistern back of one of the buildings tells a story of cruelty that surpasses anything else done by these heartless, sanguinary pirates, not excepting the practice of cutting the wings from living birds and leaving them to die of hemorrhag. In this dry cistern the living birds were kept by hundreds to slowly starve to death. In this way the fatty tissue lying next to the skin was used up, and the skin was left quite free from grease, so that it required little or no cleaning during preparation. Killing clubs, nets, and other implements used by these marauders were lying all about.“

„Eine alte Zisterne hinter einem der Gebäude erzählt die Geschichte von Grausamkeiten, die alles andere übertrifft, was diese herzlosen, blutrünstigen Piraten angerichtet haben, ganz zu schweigen von der Praxis, lebenden Vögeln die Flügel abzuschneiden und sie am Blutverlust sterben zu lassen. In dieser trockenen Zisterne wurden die lebenden Vögel zu Hunderten gehalten, damit sie langsam verhungerten. Auf diese Weise wurde das unter der Haut liegende Fettgewebe aufgebraucht und die Haut blieb weitgehend fettfrei, so dass sie bei der Präparation kaum oder gar nicht gereinigt werden musste. Keulen, Netze und andere von diesen Plünderern benutzte Geräte lagen überall herum.“

1898 hatten die Vereinigten Staaten Hawaii annektiert. Die Kunde von dem Gemetzel erreichte inzwischen auch die USA und engagierte Vogelschützer intervenierten in Washington. Am 3. Februar 1909 stellte Präsident Theodore Roosevelt die nordwestlichen, unbewohnten Hawaii-Inseln und Riffe, darunter auch Laysan, als „Hawaiian Islands Bird Reservation“ unter Schutz, um das Wildern der Seevögel zu unterbinden. Franklin D. Roosevelt unterzeichnete am 25. Juli 1940 die „Presidential Proclamation No. 2416“, mit der er den Schutz auf alle Wildtiere erweiterte und den Namen des Reservats in „Hawaiian Islands National Wildlife Refuge“ änderte. Zum Ende des Jahres 1909 gab es Gerüchte über illegale Aktivitäten der Federsammler, und der US-Zollkutter Thetis wurde zur Erkundung entsandt. Die bewaffnete Einsatzgruppe fand eine Tonne Federn sowie 130.000 abgetrennte Vogelschwingen vor und internierte 23 Japaner.:107 In den folgenden sechs Jahren inspizierte die Thetis die Insel regelmäßig. 1911 brachte das Schiff Wissenschaftler des Iowa State College nach Laysan. Mit dabei war auch Professor Willian Alanson Bryan, ein Vogelkundler, der bereits 1902 mit dem Dampfer USS Albatross der United States Fish Commission auf der Insel gewesen war. Er stellte fest, dass sich der Bestand an Vögeln seitdem um neunzig (!) Prozent verringert hatte.:187

### Wissenschaftler
Nach der Unterschutzstellung folgten weitere wissenschaftliche Expeditionen nach Laysan einige davon sind besonders erwähnenswert:
1890 beorderte Walter Rothschild, Bankier und Vogelkundler, seinen Angestellten Henry Charles Palmer (1866–1920) zu den Hawaii-Inseln, um Spezimen für sein privates ornithologisches Museum zu sammeln. Palmer verbrachte zwei Jahre auf mehreren Inseln, darunter auch Laysan, und sandte zweitausend Eier, Federn und Bälge von zum Teil inzwischen ausgestorbenen Vögeln nach England. Seine Erkenntnisse bildeten die Grundlage für Rothschilds reich bebildertes Buch über die Vogelwelt von Laysan.
1912 entsandte das Bureau of Biological Survey des United States Fish and Wildlife Service eine Gruppe nach Laysan um Kaninchen zu jagen (zunächst nicht sehr erfolgreich) und Kokospalmen wieder einzuführen. Der Ornithologe George Willett (1879–1945) hatte den Auftrag, die Vogelpopulation zu begutachten und ein Brutpaar der vom Aussterben bedrohten Laysan-Ralle nach Lisianski zu bringen.:44
Mit der sogenannten Tanager-Expedition vom 4. April bis 4. Mai 1923 des Bishop Museums in Honolulu kamen Wissenschaftler verschiedener Disziplinen mit dem Minensuchschiff USS Tanager (AM-5) nach Laysan. Ein wichtiges Ziel der Expedition – das schließlich auch gelang – war es, die Kaninchen endgültig auszurotten.

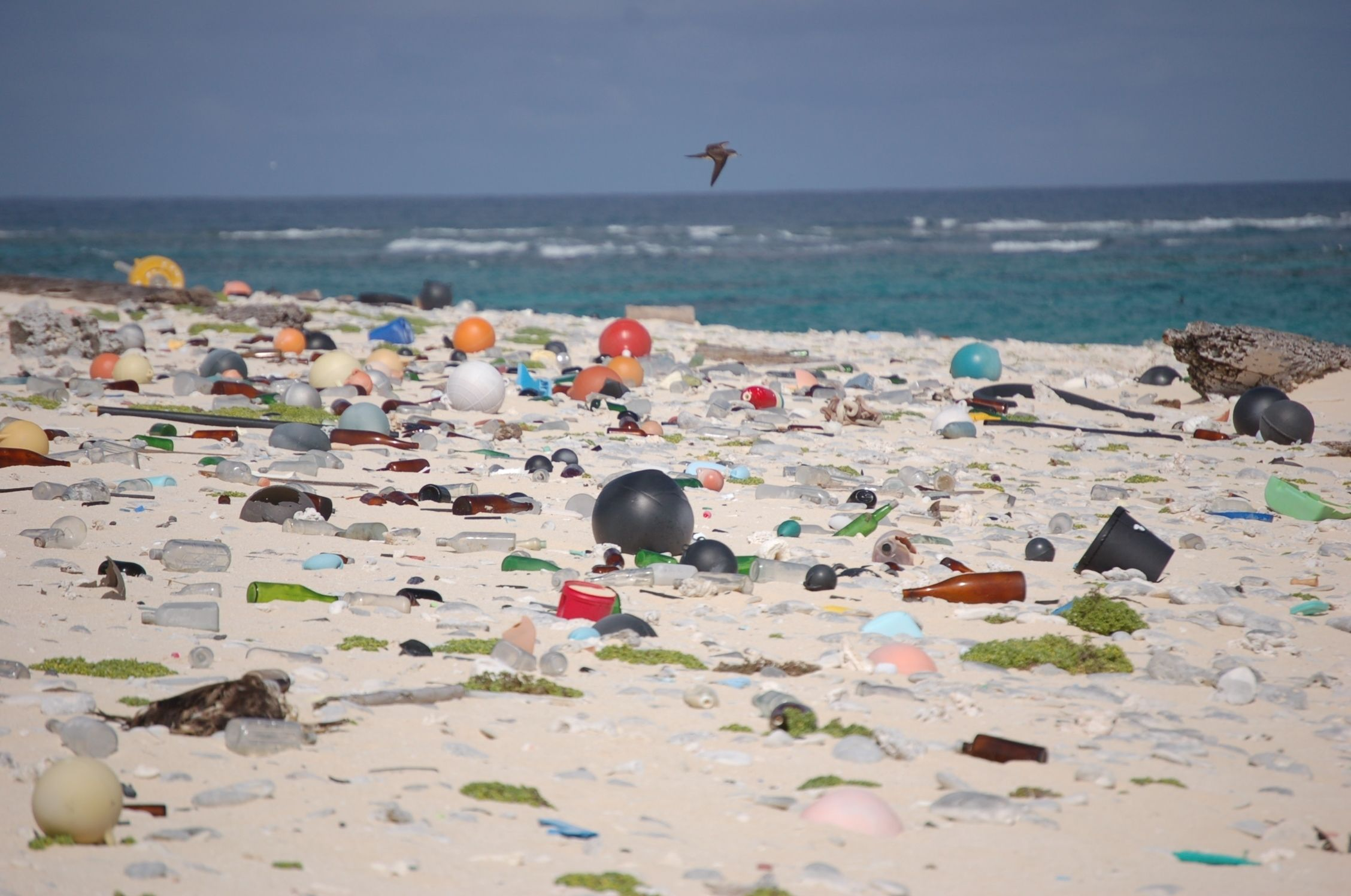
Plastikabfall am Strand von Laysan

Die Forschertätigkeit hält bis heute an, doch die Herausforderungen sind andere. Umweltgifte wie PCB, Dioxine und Furane haben ihren Weg in die Ozeane gefunden. In Seevögeln, die Prädatoren sind, reichern sich die Gifte an. Eine Untersuchung hat gezeigt, dass der Schwarzfußalbatros besonders davon betroffen ist, in höherem Maße als der Laysan-Albatros. Die Gründe dafür sind noch unbekannt. Ein weiteres Übel sind angeschwemmte Plastikteile – selbst auf einer solch abgelegenen Insel. Sie werden von den Vögeln für Nahrung gehalten und konsumiert, was nicht selten zu einem qualvollen Tod führt.:127 Der Kampf gegen Neophyten ist auch weiterhin eine ständige Aufgabe.

## Name
Woher der Name Laysan stammt, ist nicht mehr nachzuvollziehen. Er findet sich vereinzelt auch in der Schreibweise „Laycan“. Laycan ist ein Begriff aus der Seefahrt, eine Abkürzung für „laydays cancelling“ (lay/can), und bedeutet das früheste Datum, an dem die Liegezeit beginnen kann, und das späteste Datum, an dem das Schiff am Liegeplatz ankommen kann, ohne dass das Risiko einer Stornierung besteht. Ob hier ein Zusammenhang mit der Insel besteht, ist eher fraglich.
Es findet sich auch der Name „Lassion Island“, dies könnte eventuell eine Entstellung von „Lisiansky Island“ sein, der Nachbarinsel von Laysan. Jeremiah N. Reynolds erwähnt beide Namen.
Anlässlich einer in den letzten Jahren entstandenen Bewegung zur Erhaltung und Erneuerung traditioneller hawaiischer Kultur, beabsichtigt man die Wiedereinführung der mündlich tradierten, „alten“ Inselnamen. Für Laysan sind zwei hawaiische Namen bekannt, die als traditionell gelten: Kā-mole (oder Kāmole):87 und Kauō
Kā-mole ist eine Nominalphrase, die als „Stammwurzel, Hauptwurzel, Ahnenwurzel, Grundlage, Quelle oder Ursache“ definiert ist. Das Wort ist eine Anspielung auf etwas, das verankert, verwurzelt und stabil ist.
Der Name Kauō wird oft beschrieben als Ei, eine durchaus passende Bezeichnung für das Erscheinungsbild der Insel. Tatsächlich beschreibt Kauō aber in der hawaiischen Sprache den Inhalt des Eis, je nach Suffix Eigelb (kauō melemele) oder Eiweiß (kauō keʻokeʻo), eine Anspielung auf den reichhaltigen Bestand an Vögeln.
2017 erhielt das „Hawaiian Language Lexicon Committee“ (Kōmike Huaʻōlelo) der University of Hawaiʻi at Hilo den Auftrag, traditionelle Namen für die Hawaii-Inseln festzulegen. Das Komitee wurde 1987 gegründet, um Wörter für Begriffe zu finden, die den Ureinwohnern unbekannt waren. Die Ausschussmitglieder, meist ältere, hawaiische Muttersprachler, einigten sich auf den hawaiischen Namen Kauō für die Insel Laysan.

## Verwaltung
Laysan gehört zur City and County of Honolulu im US-Bundesstaat Hawaii. Wie die anderen unbewohnten nordwestlichen Hawaii-Inseln ist sie Teil des Papahānaumokuākea Marine National Monuments, des größten Meeresschutzgebietes der Erde. Dessen Verwaltung liegt in der Verantwortung von vier Treuhändern: dem US-Bundesstaat Hawaii, dem United States Fish and Wildlife Service (USFWS), der National Oceanic and Atmospheric Administration (NOAA) und dem Office of Hawaiian Affairs (OHA), einer selbstverwalteten Körperschaft des Staates Hawaii.

## Tourismus
Da die empfindliche Flora und Fauna der Insel von Neophyten gefährdet werden kann, ist die Zahl der Besucher auf wenige Wissenschaftler beschränkt, die sich zudem erheblichen Vorsichtsmaßnahmen unterziehen müssen, zum Beispiel muss die auf der Insel getragene Kleidung vorher tiefgefroren werden, um evtl. unbemerkt anhaftende Pollen oder Insekten unschädlich zu machen.
Der Aufenthalt auf der Insel ist nicht ganz ungefährlich. „Laysan-Fieber“ ist der vorläufige Begriff einer Krankheit ungewisser Ursache, von der einige Besucher der abgelegenen nordwestlichen Hawaii-Inseln betroffen waren. Das unspezifische Syndrom heilte im Allgemeinen von selbst ab, obwohl einige Menschen von anhaltenden Symptomen geplagt wurden. Die Krankheit ist die Folge eines oder mehrerer Bisse der Vogelzecke Ornithodoros capensis, die das Quaranjavirus oder eine Variante davon überträgt. Die Bisse können sich entzünden und manchmal schwere allergische Reaktionen hervorrufen. In einigen Fällen mussten infizierte Forscher evakuiert werden.:125
Touristen erhalten keine Genehmigung zum Betreten der Insel, sie ist zudem schwer erreichbar, da es keinen Schiffsverkehr dorthin gibt.